# Лапшин, Павел Дмитриевич
Па́вел Дми́триевич Лапшин (1916 — неизвестно) — советский футболист, нападающий.
Выступал в московских командах «Динамо-2» (Кубок СССР 1937), «Спартак» и «Пищевик». В составе «Спартака» становился чемпионом страны (1938 год).